# Atila (grup)
Atila és un grup català de rock progressiu coneguda per ser una de les úniques agrupacions d'aquest estil a Catalunya. Formada l'any 1973 per Eduardo Niebla, Paco Ortega i Joan Punyet, Atila va tenir una trajectòria curta però intensa: van llençar al mercat els seus únics tres LP's (The Beginning of the End, Intencion i Reviure); al 1976 i al 1978 van actuar en el Festival Canet Rock. L'any 1978, aquesta agrupació de Rock progressiu es va dissoldre, però va tornar l'any 1999 per oferir concerts, amb Joan Punyet com l'únic membre original del grup.

## Discografia[2]
- The Beginning of the End (1975) - àlbum en directe
- Intencion (1976) - àlbum d'estudi
- Reviure (1977) - àlbum d'estudi